# Maitencillo (Freirina)
Maitencillo es una localidad de la comuna de Freirina en la región de Atacama, Chile. Está ubicada 14 km al este de Freirina, por la ruta C-46, en el límite con la Comuna de Vallenar. Está formada por las Villas Las Palmeras y Santa Rosa, ambos sectores limitados por el cauce del canal de regadío Nicolasa y la línea férrea perteneciente a Ferronor
.

## Turismo
En la localidad de Maitencillo, se pueden visitar atractivos como el cultivo de miel de abejas de la familia Araya Páez. El lugar conocido como Piedra Colgada, sitio natural ubicado frente a la localidad, en la ribera norte del río Huasco. Seguidamente se puede viajar hacia el sur al sector El Chorro, vertiente natural que existe en la Quebrada Maitencillo, donde igualmente se encuentran algunos sitios arqueológicos.

## Economía y Medioambiente

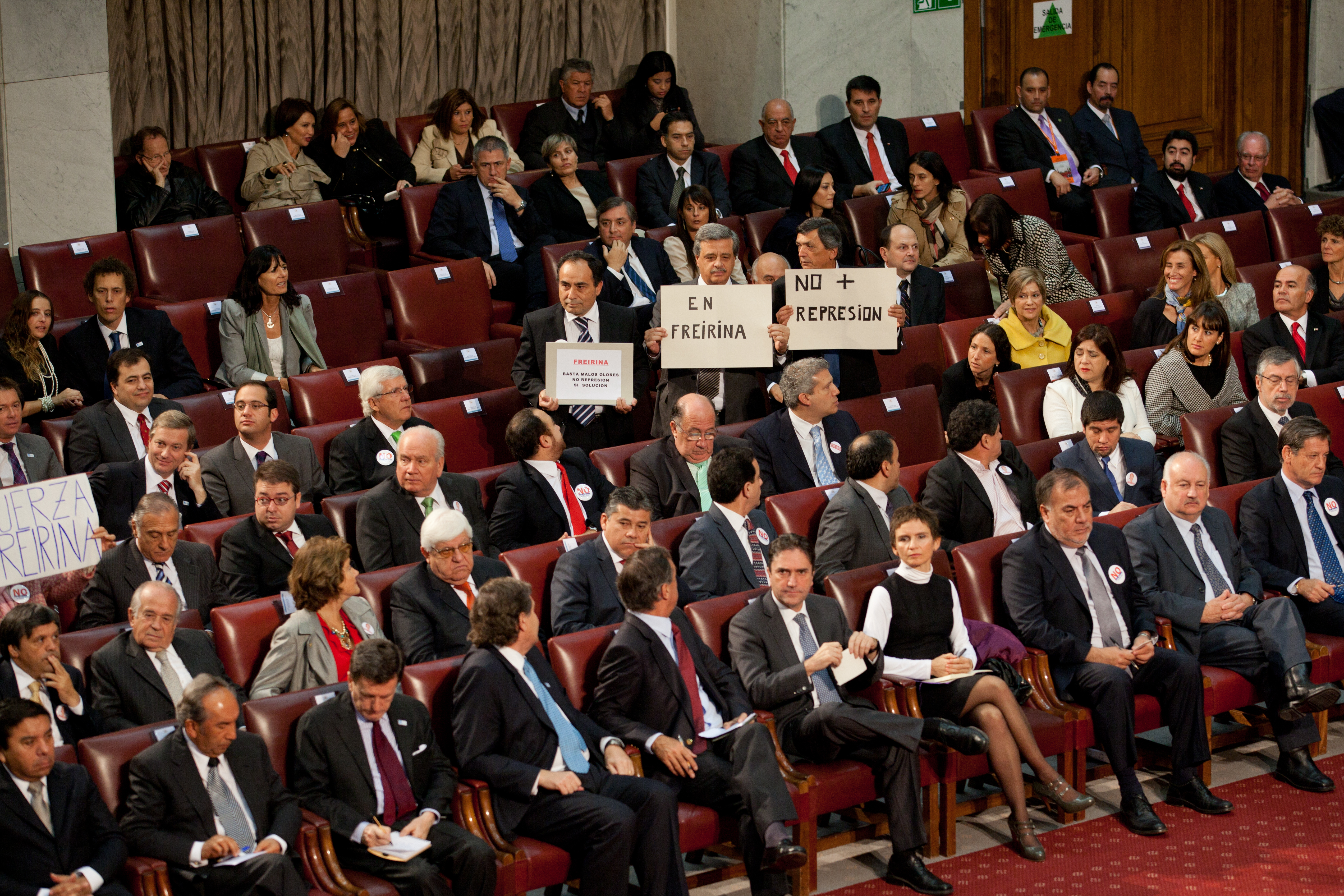
Parlamentarios chilenos protestando por el conflicto de Agrosuper en la comuna de Freirina, durante el discurso del 21 de mayo de 2012.

La localidad fue el centro de protestas cuando se desató la crisis de Agrosuper. Dicha firma entregaba 450 empleos directos y otros mil puestos indirectos.
El conflicto surge en mayo de 2012, cuando una planta de la empresa dedicada a la distribución de carne de cerdo causó polémica, luego de que tras su cierre por malos olores, dejara abandonados a 450 mil cerdos en el lugar, los cuales de no ser atendidos morirían por falta de alimentación ocasionando serios problemas sanitarios para la localidad. Finalmente, luego de diversas presiones por parte de autoridades públicas, el gerente General de Agrosuper, José Guzmán, declaró que todos los cerdos serían sacrificados en plantas procesadoras de carne. El gobierno calificó el hecho como una «catástrofe sanitaria» y presionó a la empresa para realizar un plan de contingencia. José Guzmán, gerente general de Agrosuper, declaró a través del sitio web de la empresa que lamentaban las molestias ocasionadas.

## Educación
La localidad cuenta con la escuela rural (G-98) Virginia San Román.